# Zsa Zsa Gabor
Zsa Zsa Gabor (/ˌʒɑːʒɑː ˈɡɑːbɔːr, - ɡəˈbɔːr/ ZHAH-zhah GAH-bor, -⁠ gə-BOR, tiếng Hungary: [ˈʒɒʒɒ ˈɡaːbor]; nhũ danh Sári Gábor [ˈʃaːri ˈɡaːbor]; 6 tháng 2 năm 1917 – 18 tháng 12 năm 2016) là nữ minh tinh điện ảnh người Mỹ gốc Hungary và là môt socialite (người có mối giao thiệp rộng với giới thượng lưu). Các chị em đều là diễn viên như Eva Gabor và Magda Gabor.
Gabor bắt đầu sự nghiệp sân khấu tại Vienna và đăng quang Hoa hậu Hungary năm 1936. Gabor di cư từ Hungary đến Hoa Kỳ vào năm 1941. Trở thành một nữ diễn viên được săn đón với "sự tinh tế và phong cách châu Âu", cô được biết đến với dáng vẻ "toát lên sự quyến rũ và duyên dáng".
Vai diễn đầu tiên trên màn ảnh của Zsa Zsa là một vai phụ trong phim Lovely to Look At. Sau đó tiếp tục tham gia phim We're Not Married! và đóng vai chính hiếm hoi trong sự nghiệp với phim do John Huston đạo diễn là Moulin Rouge (1952). Huston sau này nhắc đến cô là diễn viên đáng ca ngợi.
Bên cạnh sự nghiệp diễn xuất, Gabor được biết đến với lối sống xa hoa tại Hollywood, dáng vẻ quyến rũ và nhiều cuộc hôn nhân. Tổng cộng, Gabor đã trải qua 9 cuộc hôn nhân trong đó có ông trùm khách sạn Conrad Hilton và nam diễn viên George Sanders. Bà từng chia sẻ: "Đàn ông luôn thích tôi và tôi luôn thích đàn ông. Nhưng tôi thích một người đàn ông nam tính, một người đàn ông biết cách nói chuyện và cư xử với phụ nữ, không phải chỉ một người đàn ông cơ bắp."

## Gốc gác và tiểu sử
Zsa Zsa Gabor được sinh ra với tên ban đầu là Sári Gábor vào ngày 6 tháng 2 năm 1917 tại Budapest, thuộc vùng đất Vương miện thánh Stephen (nay là Hungary), sau đó là một phần của Đế quốc Áo-Hung. Cô là con giữa trong số ba con gái của ông Vilmos, làm binh sĩ và bà Jolie Gabor (nhũ danh Janka Tilleman).
Cha mẹ cô đều là người gốc Do Thái. Trong khi mẹ cô trốn khỏi Hungary trong cùng thời gian Đức Quốc xã chiếm đóng Budapest, Zsa Zsa rời khỏi đất nước vào năm 1941, ba năm trước khi thành phố có sự tiếp quản.
Chị gái của Gabor là Magda, cuối cùng gia nhập giới thượng lưu tại Mỹ và em gái Eva, trở thành nữ diễn viên và doanh nhân người Mỹ. Chị em Gabor là những người chị em họ đầu tiên của Annette Lantos, vợ của Tom Lantos, nghị sĩ bang California (D-CA).

## Đời tư

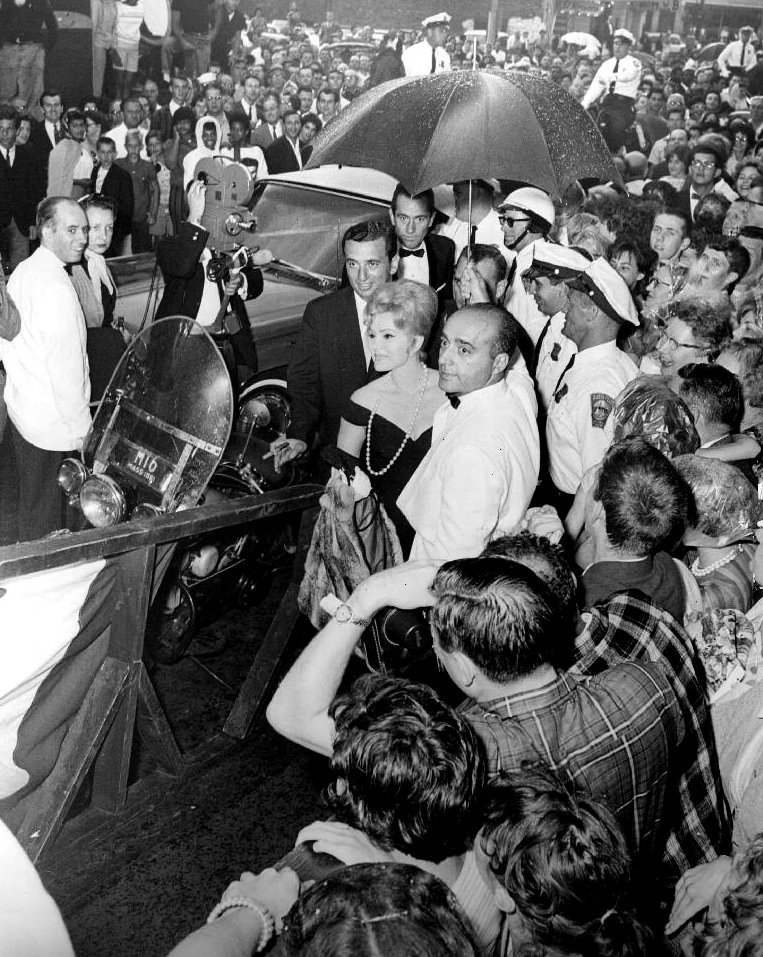
Gabor tới buổi ra mắt phim 1962.

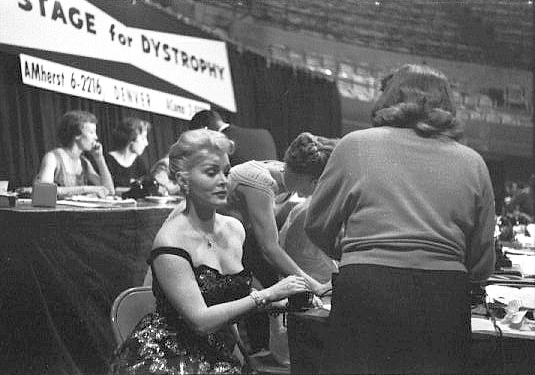
Gabor tại Denver Muscular Dystrophy TV Marathon, khoảng năm 1955

Những cuộc ly hôn của Gabor đã truyền cảm hứng cho bà sử dụng nhiều câu chơi chữ và lời nói bóng gió về các cuộc hôn nhân (và ngoài hôn nhân) của chính mình. Bà từng nói: "Tôi là một quản gia tuyệt vời: Mỗi khi rời khỏi một người đàn ông, tôi giữ căn nhà của anh ta." Gabor sau đó tuyên bố đã có quan hệ với con riêng của chồng, Conrad Hilton, Jr. (Nicky).
Năm 1970, Gabor đã mua một ngôi nhà kiểu Hollywood Regency rộng gần 9.000 mét vuông ở Bel Air, nơi từng thuộc về Elvis Presley mà nhóm Beatles có dịp đến thăm năm 1965. Căn nhà được xây dựng bởi Howard Hughes có mái Mansard bằng đồng (mái nhà hình thang đặc trưng kiểu Pháp).
Con gái duy nhất của Gabor, Constance Francesca Hilton chào đời ngày 10 tháng 3 năm 1947. Theo cuốn tự truyện năm 1991 của Gabor, One Lifetime Is Not Enough, việc mang thai là do bị người chồng lúc đó là Conrad Hilton cưỡng bức. Bà là người duy nhất trong số các chị gái nhà Gabor có con.
Vào năm 2005, con gái bị người chồng cuối cùng của Gabor kiện tội nói dối và lừa đảo, cho rằng đã giả mạo chữ ký của mẹ để có được khoản vay 2 triệu đô la Mỹ với nhà Bel Air của bà. Tuy nhiên, Tòa án Tối cao Hạt Los Angeles, Santa Monica, đã bác bỏ vụ kiện do Gabor không xuất hiện tại tòa án hoặc ký một bản tuyên thệ rằng cô thực sự là một đồng nguyên đơn trong vụ kiện ban đầu do chồng bà, ông Frédéric von Anhalt đệ trình. Cô con gái Francesca Hilton qua đời năm 2015 ở tuổi 67 vì đột quỵ. Chồng của Gabor không bao giờ nói với cô về cái chết của con gái, vì lo lắng cho tình trạng thể chất và tinh thần của vợ..
Gabor và người chồng cuối cùng, Frédéric Prinz von Anhalt, đã nhận nuôi ít nhất mười nam giới trưởng thành với một khoản phí lên tới 2.000.000 đô la để trở thành hậu duệ của Công chúa Marie-Auguste của Anhalt nhận nuôi. Prinz von Anhalt đã trả tiền cho Marie-Auguste để nhận nuôi ông ta khi ông 36 tuổi.

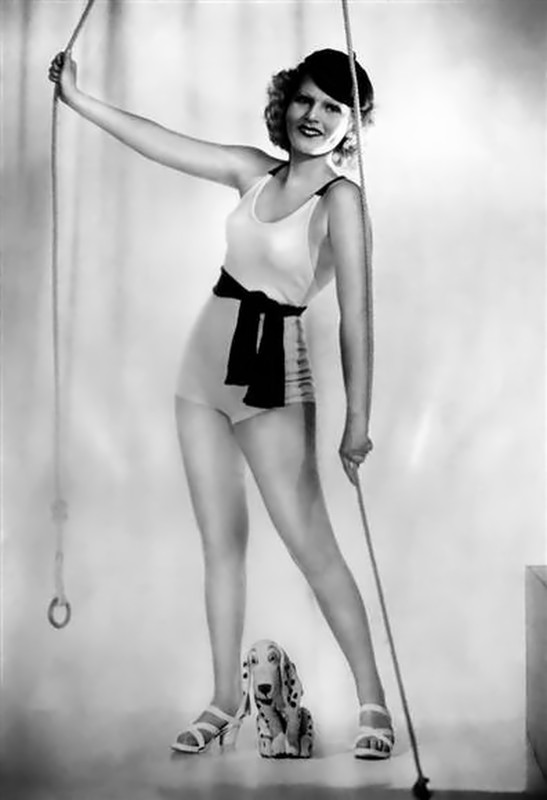
Zsa Zsa Gabor năm 1936

## Cuối đời

### Sức khỏe
Vào ngày 27 tháng 11 năm 2002, Gabor ngồi ở ghế trước trong một vụ tai nạn ô tô trên Đại lộ Sunset, Los Angeles, kể từ đó bà bị liệt một phần và phải ngồi xe lăn để di chuyển. Bà sống sót sau đột quỵ vào năm 2005 và 2007 và trải qua các cuộc phẫu thuật. Năm 2010, bà bị gãy xương hông và trải qua ca thay khớp háng thành công..
Vào tháng 8 năm 2010, Gabor được đưa vào Trung tâm Y tế Ronald Reagan UCLA trong tình trạng nguy kịch và linh mục Công giáo được gọi đến để tiến hành các nghi thức cuối cùng.
Năm 2011, bà buộc phải cắt cụt chân phải đến trên đầu gối để tránh khỏi bị nhiễm trùng. Cô đã phải nhập viện một lần nữa vào năm 2011 vì những lần cấp cứu.
Vào ngày 8 tháng 2 năm 2016, hai ngày sau sinh nhật lần thứ 99, Gabor vào cấp cứu tại bệnh viện sau khi bị khó thở. Bà được chẩn đoán bị nhiễm trùng phổi liên quan đến ống xông thức ăn và được lên kế hoạch phẫu thuật để cắt bỏ thiết bị này.
Vào tháng 4 năm 2016, Gabor bày tỏ mong muốn quay trở lại Hungary vào năm 2017 và sống hết phần đời còn lại ở đó. Người chồng cuối cùng và là người chăm sóc tuyên bố ông quyết tâm biến điều ước c thành hiện thực và dự định sắp xếp "một bữa tiệc lớn vào mùa hè" để kỷ niệm sinh nhật lần thứ 100 của nữ diễn viên, sau đó đó sẽ đưa bà về Budapest.

## Tang lễ
Nữ minh tinh qua đời ở tuổi 99 ngừng tim khi hôn mê tại Trung tâm y tế Ronald Reagan UCLA Medical Center vào ngày 18 tháng 12 năm 2016, năm mươi ngày sau khi trở thành người sống trăm tuổi. Các nguyên nhân tử vong được đưa ra là "Ngừng tim phổi, Bệnh động mạch vành và Bệnh mạch máu não". Zsa Zsa đã nằm trên giường bệnh với các thiết bị hồi sức trong 5 năm trước đó.
Tang lễ của Gabor được tổ chức vào ngày 30 tháng 12 trong một buổi lễ Công giáo tại Nhà thờ Church of the Good Shepherd ở Hillsly Hills với khoảng 100 người đến viếng. Tro cốt của bà được đặt trong một hộp hình chữ nhật bằng vàng được chôn tại Westwood Village Memorial Park Cemetery.